# فؤاد حداد
فؤاد سليم حدٌاد (13 مارس 1927 – 1 نوفمبر 1985) هو شاعر وشاعر غنائي وكاتب مصري، من أبرز الوطنين المدافعين عن القضية الفلسطينية في منتصف القرن العشرين.

## حياته ومسيرته
ولد فؤاد سليم أمين حدٌاد بحى الظاهر بالقاهرة 13 مارس 1927، والده سليم أمين حدٌاد ولد في 5 يونيو 1885 في بلدة 'عبية' بلبنان في أسرة مسيحية بروتستانتية لوالدين بسيطين اهتما بتعليمه حتي تخرج في الجامعة الأمريكية في بيروت متخصصا في الرياضيات المالية ثم جاء إلى القاهرة قبيل الحرب العالمية الأولي ليعمل مدرسا بكلية التجارة جامعة فؤاد الأول  ويحصل علي لقب البكوية وعندما تنشأ نقابة التجاريين في مصر تمنحه العضوية رقم واحد، وما زالت كتبه وجداوله تدرس باسمه حتي الآن.
تعلم في مدرسة الفرير ثم مدرسة الليسية الفرنسيتين، وكانت لديه منذ الصغر رغبة قوية للمعرفة والإطلاع على التراث الشعري الذي وجده في مكتبة والده، وكذلك على الأدب الفرنسي من أثر دراسته للغة الفرنسية. اعتقل فؤاد حداد عام1953 لأسباب سياسية، ثم عاد واعتقل مرة أخرى عام 1953.. أما والدته فهي من مواليد القاهرة في 19 يونيو 1907م جاء أجدادها الشوام الكاثوليكيون إلى مصر واستقروا فيها وولد أبواها في القاهرة. أبوها من عائلة أسود التي جاءت من دمشق الشام وأمها من عائلة بولاد من حلب.
تعلم حداد في مدرسة الفرير ثم مدرسة الليسية الفرنسيتين، وكانت لديه منذ الصغر رغبة قوية للمعرفة والإطلاع على التراث الشعري الذي وجده في مكتبة والده، وكذلك على الأدب الفرنسي من أثر دراسته للغة الفرنسية. اعتقل فؤاد حداد مرتين لأسباب سياسية.
أنشئت له جائزة باسمة تقديرا لأعمالة في الشعر المصري تعاون مع الملحن سيد مكاوي في تقديم كلمات أغنية المسراتي، وهو برنامج تم بثه على الإذاعة الوطنية المصرية ثم قام بتحويل برنامج تلفزيوني.

## أعماله

### من قصائده
- الحلزونة[7]
- أنا اللي حي وشهيد[8]
- أمل المساكين[9]
- صوت الجموع المفرَد
- على باب الله[10]

### مجموعات شعرية
- ميت بوتيك، دار المستقبل، 1985
- ديوان الإراجوز على الوجيعة ويلاقى على الطبطاب، سينا للنشر، 1987
- المسحراتي، سينا للنشر، 1989
- الشرط نور، دار الثقافة الجديدة، 1990
- الحمل الفلسطيني، دار الثقافة الجديدة، 1990
- الشاطر حسن، دار الثقافة الجديدة، 1990
- ريان يا فجل، الهئية المصرية العامة للكتاب، 1994
- الحضرة الزكية، مركز الحضارة العربية للإعلام والنشر والدراسات، 1998
- أيام العجب والموت، الهيئة المصرية العامة للكتاب، 1999
- مصر المصرية بتغني، الهئية المصرية العامة للكتاب، 2002
- الأعمال الكاملة: الجزء الأول، الهيئة العامة لقصور الثقافة، 2006
- الأعمال الكاملة: الجزء الثالث، الهئية العامة لقصور الثقافة، 2006
- الأعمال الكاملة: المجلد الثاني، الهيئة العامة للكتاب، 2012
- مصر (المجلد الأول)، الهيئة المصرية العامة للكتاب، 2013
- على الطريق الرمضاني (المجلد الثاني)، الهئية المصرية العامة للكتاب، 2013
- لازم تعيش المقاومة (المجلد الثالث)، الهئية المصرية العامة للكاتب، 2013
- الفن مملكة (المجلد الرابع)، الهيئة المصرية العامة للكتاب، 2013
- المزاج والقهر (المجلد الخامس)، الهيئة المصرية العامة للكتاب، 2013
- علشان باحب النبي (المجلد السادس)، الهئية المصرية العامة للكتاب، 2013
- فؤاد حداد .. أم الآه (المجلد السابع)، الهيئة المصرية العامة للكتاب، 2014
- حسى عدالة المظلوم، المجلس الأعلى للثقافة، 2016